# Jeconies
Segons la Bíblia, Jeconies (en hebreu יְכָנְיָה [yəḵonyah]) va ser el dinovè rei de Judà. Va regnar 3 mesos i 10 dies a l'any 598 a.n.e. segons la cronologia tradicional, o a l'any 618 a.n.e. segons la cronologia bíblica.
Jeconies va arribar a ser rei a l'edat de divuit anys, i va continuar amb les males pràctiques del seu pare. Joiaquim, pare de Jeconies, havia estat sota la dominació de Nabucodonosor II, el rei de Babilònia, però s'havia rebel·lat contra ell al tercer any d'aquest vassallatge, fet que va propiciar el primer setge de Jerusalem.
Pel que sembla, Joiaquim va morir durant aquest setge i Jeconies es va convertir en rei de Judà; no obstant això, segons certa crònica babilònia, la seva governació va acabar només tres mesos i deu dies després, quan es va rendir davant de Nabucodonosor II. Jeconies va ser desterrat a Babilònia amb altres membres de la casa reial, així com molts oficials de la cort i guerrers. Nabucodonosor II va fer rei a Sedecies, germà de Joiaquim.